# Cefnllys Castle
Cefnllys Castle är ett slott i Storbritannien.   Det ligger i kommunen Powys och riksdelen Wales, i den södra delen av landet, 230 km väster om huvudstaden London. Cefnllys Castle ligger 287 meter över havet.
Terrängen runt Cefnllys Castle är huvudsakligen kuperad, men åt sydväst är den platt. Terrängen runt Cefnllys Castle sluttar västerut. Runt Cefnllys Castle är det ganska tätbefolkat, med 60 invånare per kvadratkilometer. Närmaste större samhälle är Llandrindod Wells, 3,0 km väster om Cefnllys Castle. Trakten runt Cefnllys Castle består i huvudsak av gräsmarker.